# Parroquia Virgen del Valle
La parroquia Virgen del Valle o simplemente Virgen del Valle es una de las 8 divisiones administrativas (parroquias civiles) en las que se encuentra organizado el Municipio Tucupita del Estado Delta Amacuro, al este del país sudamericano de Venezuela.

## Historia
El territorio fue explorado y colonizado por los españoles y formó parte de la Capitanía General de Venezuela desde 1777. En la Venezuela independiente formó parte del Cantón Piacoa entre 1830 y 1856. Entre 1884 y 1991 formó parte del Territorio Federal Delta Amacuro siendo también parte del Distrito Tucupita  y desde 1992 el sector es una de las parroquias del Estado Delta Amacuro. La Región debe su nombre a la Virgen María en su advocación de la Virgen del Valle que es venerada tradicionalmente en el oriente de Venezuela y quien es además la Patrona de la Armada nacional de Venezuela. Esta devoción religiosa habría sido traída al lugar por inmigrantes procedentes de la Isla de Margarita.

## Geografía
El territorio es atravesado por numerosos caños o rios pequeños y tiene una superficie estimada en 227.300 hectáreas (equivalentes a 2273 kilómetros cuadrados) por lo que en tamaño es comparable con el área de países como las Islas Comoras o la isla de Mauricio. La parroquia limita al norte con el Océano Atlántico (Cerca de Trinidad y Tobago) y el Municipio Pedernales, al este con la Parroquia José Vidal Marcano, al sur con esta última de nuevo y con la Parroquia San Rafael, y al oeste también con el Municipio Pedernales y la Parroquia San Rafael. Posee una población de 9724 habitantes según estimaciones de 2018. Su capital es la localidad de La Horqueta situada en el extremo sur de la parroquia.

### Lugares de interés
- La Horqueta
- Isla Cocuina (9,71 km²)